# Kaya Scodelario
Kaya Scodelario Davis rozená Kaya Rose Humphreyová (* 13. března 1992 Londýn) je britská herečka. Nejvíce známa je pro svou roli Effy Stonemové v dramatu stanice E4 Skins. V roce 2014 získala jednu z hlavních rolí ve filmu Labyrint: Útěk, za kterou získala nominaci na cenu Glamour Awards nebo Teen Choice Awards. Zahrála si i v jeho pokračováních Labyrint: Zkoušky ohněm (2015) a Labyrint: Vražedná léčba (2018). Mimo to si zahrála ve filmech Bouřlivé výšiny (2011), Piráti z Karibiku: Salazarova pomsta (2017), Kořist (2019) a Zlo s lidskou tváří (2019).

## Dětství
Narodila se v Londýně 13. března 1992 brazilské matce Katie Scodelario a britskému otci Rogeru Humphreymu. Její rodiče se rozvedli v jejím dětství. Poté vyrůstala s matkou, převzala její příjmení a naučila se portugalsky. Jako dítě byla šikanovaná a chybělo ji sebevědomí.

## Kariéra

### Skins
Bez hereckých zkušeností byla v roce 2007 obsazena do 1. série seriálu Skins do role Effy Stonem. Na castingu k této sérii si připadala příliš mladá, ale jeden z producentů jí požádal, aby zůstala a zkusila přečíst kousek textu. V první sérii měla v seriálu pouze pár replik. Postava Effy se však v druhé sérii rozvinula, až se v roce 2009 vyvinula v jednou z ústředních postav. Zbývající herci byli nahrazení novou generací. Tím se postava Effy stala jedinou postavou, která se objevila ve všech čtyřech sériích seriálu. Dne 18. listopadu 2009 byl poslední den, který strávila natáčením tohoto seriálu, pro 5. a 6. sérii seriálu bylo vybráno úplně nové obsazení. Za roli Effy byla dvakrát nominována v kategorii Nejlepší herečka na TV Quick Awards (v roce 2009 a 2010), ohlasy kritiků byly také pozitivní. K natáčení seriálu se nakonec vrátila. Postavě Effy byly věnovány dva díly nazvány Fire závěrečné 7. série, které budí spíše dojem filmu a vyobrazují přerod postavy Effy z teenagerky v dospělou osobu.

### Od roku 2009
Na filmovém festivalu Sundance Film Festival měl premiéru film Moon, který získal pozitivní kritiku. Jejím druhým filmem je Shank, ve kterém hraje postavu dívky Tashy. V roce 2010 se objevila v remaku filmu Souboj titánů jako Pesheta. O rok později získala roli Catherine ve filmu Bouřlivé výšiny, který měl premiéru na filmovém festivalu v Benátkách. S Dakotou Fanningovou si zahrála v roce 2012 ve filmu Now Is Good.
V roce 2013 podepsala smlouvu s filmovým franchisem Labyrint, ve kterém ztvárnila postavu Teresy. První film měl premiéru v září 2014 a nesl název Labyrint: Útěk. Druhý díl Labyrint: Zkoušky ohněm měl premiéru v září 2015. Účinkuje také ve třetím a posledním díle Labyrint: Vražedná léčba. V roce 2017 si objevila v hlavní roli filmu Piráti z Karibiku: Salazarova pomsta, kde hrála po boku Johnyho Deppa, postavu Cariny Smythové.

## Osobní život
V dubnu 2014 během natáčení filmu The King's Daughter se seznámila s Benjaminem Walkerem. Dne 28. prosince 2014 se zasnoubili a v prosinci 2015 byli oddáni. V červenci 2016 oznámili, že čekají prvního potomka. Syn se narodil koncem listopadu 2016.

## Filmografie

### Televize
| Rok             | Název          | Role             | Poznámky                   |
| --------------- | -------------- | ---------------- | -------------------------- |
| 2007–2010, 2013 | Skins          | Effy Stonem      | hlavní role, 26 dílů       |
| 2012            | True Love      | Karen            | 2 díly: „Holly“ a „Adrian“ |
| 2013            | Southcliffe    | Anna             | mini-seriál, 4 díly        |
| 2020            | Na tenkém ledě | Kat Baker        | hlavní role, 10 dílů       |
| 2020            | The Pale Horse | Hermia Redcliffe | mini-seriál                |
| 2024            | Gentlemani     | Susan Glassová   | hlavní role, 8 dílů        |

### Filmy
| Rok  | Název                                | Role                     | Poznámka    |
| ---- | ------------------------------------ | ------------------------ | ----------- |
| 2009 | Moon                                 | Eve                      |             |
| 2010 | Souboj Titánů                        | Peshet                   |             |
| 2010 | Shank                                | Tasha                    |             |
| 2011 | Bouřlivé výšiny                      | Catherine Earnshawová    |             |
| 2012 | Teď a tady                           | Zoey                     |             |
| 2012 | 28 tisíc                             | Sally Weaverová          |             |
| 2013 | The Truth About Emanuel              | Emanuel                  |             |
| 2014 | Labyrint: Útěk                       | Theresa                  |             |
| 2014 | A Plea for Grimsby                   | Jonesova přítelkyně      | krátký film |
| 2015 | Tiger House                          | Kelly                    |             |
| 2015 | Labyrint: Zkoušky ohněm              | Theresa                  |             |
| 2017 | Piráti z Karibiku: Salazarova pomsta | Carina Smyth             |             |
| 2018 | Labyrint: Vražedná léčba             | Theresa                  |             |
| 2019 | Zlo s lidskou tváří                  | Carol Ann Boone          |             |
| 2019 | Kořist                               | Haley Keller             |             |
| 2021 | Resident Evil: Raccoon City          | Claire Redfield          |             |
| 2022 | The King's Daughter                  | Marie-Joséphe D'Alembert |             |
| 2022 | Neopouštěj mě                        | Annie                    |             |

### Web
| Rok  | Název           | Role          | Poznámky |
| ---- | --------------- | ------------- | -------- |
| 2013 | Walking Stories | Sara Campbell | 8 epizod |

### Hudební klipy
| Rok  | Název                 | Role          | Poznámka                    |
| ---- | --------------------- | ------------- | --------------------------- |
| 2009 | Stay Too Long         | žena          | píseň od Plan B             |
| 2010 | She Said              | žena          | píseň od Plan B             |
| 2010 | Old Isleworth         | dívka         | píseň od The Ruskins        |
| 2010 | Love Goes Down        | vedlejší role | píseň od Plan B             |
| 2011 | Writing's on the Wall | žena          | píseň od Plan B             |
| 2012 | Candy                 | Candice       | píseň od Robbieho Williamse |

## Ocenění a nominace
| Rok  | Ocenění                          | Kategorie | Práce                                | Výsledky  |
| ---- | -------------------------------- | --- | ------------------------------------ | --------- |
| 2008 | Golden Nymph                     | nejlepší herečka: dramatický seriál                                                                                          | Skins                                | nominace  |
| 2009 | TV Quick Awards                  | nejlepší herečka | Skins                                | nominace  |
| 2010 | TV Quick Awards                  | nejlepší herečka | Skins                                | nominace  |
| 2010 | Golden Nymph                     | nejlepší herečka: dramatický seriál                                                                                          | Skins                                | nominace  |
| 2012 | GLAMOUR Women of the Year Awards | objev roku | Bouřlivé výšiny                      | nominace  |
| 2012 | Virgin Media Movie Awards        | další velká věc roku 2012 | —                                    | nominace  |
| 2013 | Virgin Media Movie Awards        | nejlepší herečka | True Love                            | nominace  |
| 2013 | Ashland Independent Film Award   | nejlepší filmové obsazení (sdíleno s Jessicou Biel, Alfredem Molinou, Frances O'Connorem, Jimmi Simpsonem a Aneurin Barnard) | The Truth About Emanuel              | vítězství |
| 2014 | GLAMOUR Women of the Year Awards | nejlepší britská herečka | Southcliffe                          | nominace  |
| 2015 | GLAMOUR Women of the Year Awards | objev roku | Labyrint: Útěk                       | nominace  |
| 2015 | Teen Choice Awards               | nejlepší filmová herečka: akční film                                                                                         | Labyrint: Útěk                       | nominace  |
| 2015 | Capricho Awards                  | nejlepší mezinárodní herečka                                                                                                 | Labyrint: Útěk                       | nominace  |
| 2016 | Teen Choice Awards               | nejlepší filmová herečka: akční film                                                                                         | Labyrint: Zkoušky ohněm              | nominace  |
| 2017 | Teen Choice Awards               | nejlepší filmová herečka: akční film                                                                                         | Piráti z Karibiku: Salazarova pomsta | nominace  |
| 2018 | Teen Choice Awards               | nejlepší pár (sdíleno s Dylanem O'Brienem)                                                                                   | Labyrint: Vražedná léčba             | nominace  |